# Sehnsucht (film fra 1921)
Sehnsucht er en tysk stumfilm fra 1921 af F. W. Murnau.

## Medvirkende
- Conrad Veidt
- Gussy Holl
- Eugen Klöpfer
- Margarete Schlegel som Marya
- Paul Graetz
- Helene Gray
- Danny Guertler